# Parafia Matki Boskiej Nieustającej Pomocy w Guzewie
Parafia Matki Boskiej Nieustającej Pomocy w Guzewie – parafia rzymskokatolicka należąca do dekanatu siennickiego, diecezji warszawsko-praskiej, metropolii warszawskiej Kościoła katolickiego. 
W parafii posługują księża diecezjalni.
W granicach parafii znajdują się miejscowości: Gajówka Bernatowizna, Guzew, Lubomin, Natolin, Rudka, Rudka-Sanatorium, Trojanów.